# Supernatural (gruppo musicale)
I Supernatural erano un gruppo musicale svedese attivo dal 2002 al 2004 e formato da Mathilda Carmbrant, Linda Eriksson (Varg), Sandra Leto, Robert Skowronski e Sebastian Zelle.

## Carriera
I Supernatural sono stati messi insieme durante la seconda edizione della versione svedese del talent show Popstars, che hanno finito per vincere.
Il loro singolo di esordio, Supernatural, è entrato direttamente al primo posto della classifica svedese, rimanendo in vetta per cinque settimane consecutive. È stato il quarto singolo di maggior successo del 2002 in Svezia, certificato disco di platino con oltre 30 000 CD venduti. Ha anticipato l'album Dreamcatcher, anch'esso numero uno in classifica e certificato disco d'oro con più di 40 000 vendite.
Prima del loro scioglimento nel 2004, i Supernatural hanno pubblicato altri due singoli: Rock U, che ha raggiunto la 3ª posizione nella classifica svedese, e Kryptonite, che si è fermato al 56º posto nella hit parade nazionale.

## Discografia

### Album
- 2002 – Dreamcatcher

### Singoli
- 2002 – Supernatural
- 2002 – Rock U
- 2002 – Kryptonite